# Sioni Bolnissi
Maillots
Actualités
Le Football Club Sioni Bolnissi (en géorgien : საფეხბურთო კლუბი სიონი ბოლნისი), plus couramment abrégé en Sioni Bolnissi, est un club géorgien de football fondé en 1936 et basé dans la ville de Bolnissi.

## Historique
- 1936 : fondation du club
- 2003 : 1re participation à une Coupe d'Europe (C3, saison 2003/04)

## Bilan sportif

### Palmarès
| \| - Championnat de Géorgie (1) : - Champion : 2005-06. - Vice-champion : 2003-04. - Coupe de Géorgie : - Finaliste : 2002-03 et 2015-16. \| \| - Supercoupe de Géorgie : - Finaliste : 2006. - Championnat de Géorgie de deuxième division (2) : - Champion : 1995 (Est) et 2021. \| |  | |
| - Championnat de Géorgie (1) : - Champion : 2005-06. - Vice-champion : 2003-04. - Coupe de Géorgie : - Finaliste : 2002-03 et 2015-16. |  | - Supercoupe de Géorgie : - Finaliste : 2006. - Championnat de Géorgie de deuxième division (2) : - Champion : 1995 (Est) et 2021. |

### Bilan européen
Note : dans les résultats ci-dessous, le score du club est toujours donné en premier.
| Saison    | Compétition         | Tour              | Club             | Domicile | Extérieur | Total  |
| --------- | ------------------- | ----------------- | ---------------- | -------- | --------- | ------ |
| 2003-2004 | Coupe UEFA          | Tour préliminaire | FK Púchov        | 0 - 3    | 0 - 3     | 0 - 6  |
| 2006-2007 | Ligue des champions | Premier tour Q    | FK Bakou         | 2 - 0    | 0 - 1     | 2 - 1  |
| 2006-2007 | Ligue des champions | Deuxième tour Q   | Levski Sofia     | 0 - 2    | 0 - 2     | 0 - 4  |
| 2014-2015 | Ligue Europa        | Premier tour Q    | Flamurtari Vlorë | 2 - 3    | 2 - 1     | 4 - 4E |

Légende
- Victoire ou qualification pour le tour suivant.
- Match nul.
- Défaite ou élimination de la compétition.

## Personnalités du club

### Présidents du club
- Zviad Kirkitadze

### Entraîneurs du club
- Armaz Jeladze
- Khvicha Kasrashvili
- Vladimir Burduli
- Giorgi Daraselia (en) (depuis juillet 2021)